# أقاليم إنجلترا
الإقليم إنجلترا، التي تُعتبر جزءًا من المملكة المتحدة، تتكون من عدة أقاليم تتميز بتنوعها الثقافي والجغرافي. تنقسم إنجلترا إلى تسعة أقاليم رئيسية، كل منها له خصائصه الفريدة وتاريخه وثقافته.

## الأقاليم الرئيسية في إنجلترا
الجنوب الشرقي (South East)
يشمل مناطق مثل كينت وساسكس. يُعرف بتاريخه الغني ومعالمه السياحية مثل قصر ويندسور.
الجنوب الغربي (South West)
يشمل مناطق مثل كورنوال وديفون. يتميز بجمال طبيعته وشواطئه الخلابة.
ميدلاندز الغربية (West Midlands)
يشمل مدينة برمنغهام، وهو مركز صناعي وثقافي مهم.
ميدلاندز الشرقية (East Midlands)
يشمل مناطق مثل نوتنغهام ولينكولنشاير. يُعرف بتاريخه الصناعي.
الشمال الشرقي (North East)
يشمل مناطق مثل نيوكاسل. يتميز بتراثه الثقافي الغني وصناعته التقليدية.
الشمال الغربي (North West)
يشمل مدينة مانشستر وليفربول. يُعرف بتاريخه الصناعي وثقافته الغنية.
شرق إنجلترا (East of England)
يشمل مناطق مثل كامبريدج ونورفولك. يتميز بالريف الجميل والمعالم التاريخية.
لندن (London)
العاصمة وأكبر مدينة في إنجلترا. تُعتبر مركزًا ثقافيًا واقتصاديًا عالميًا.
يوركشاير وهامبر (Yorkshire and the Humber)
يشمل مناطق مثل يورك وهديرسفيلد. يُعرف بجمال طبيعته وتاريخه الغني.

## الثقافة والاقتصاد
تتميز كل منطقة في إنجلترا بثقافتها الفريدة، حيث تحتفظ كل منها بتقاليدها الخاصة. على سبيل المثال، يُعرف الشمال الغربي بموسيقاه وثقافته الحضرية، بينما يُعرف الجنوب الغربي بجمال طبيعته وهدوئه.
اقتصاديًا، تعتمد إنجلترا على مجموعة متنوعة من الصناعات، بما في ذلك الصناعة، والخدمات، والسياحة. تعتبر لندن مركزًا ماليًا عالميًا، بينما تلعب المدن الأخرى أدوارًا مهمة في الاقتصاد المحلي.
السياحة
تعتبر إنجلترا وجهة سياحية شهيرة، حيث تجذب الزوار بمعالمها التاريخية، مثل برج لندن وكاتدرائية كانتربري، بالإضافة إلى المناظر الطبيعية الخلابة في المناطق الريفية.
1. الجنوب الشرقي (South East)
المدن الرئيسية: لندن (جزء منها)، برايتون، كانterbury.
المعالم السياحية: قصر ويندسور، كاتدرائية كانتربري، شواطئ برايتون.
الاقتصاد: يعتبر الجنوب الشرقي من أغنى الأقاليم في إنجلترا، حيث يضم العديد من الشركات الكبرى ومراكز الأعمال.
2. الجنوب الغربي (South West)
المدن الرئيسية: بريستول، باث، توري.
المعالم السياحية: الحمامات الرومانية في باث، منحدرات ديفون وكورنوال، حديقة دارتموور الوطنية.
الاقتصاد: يعتمد على السياحة والزراعة، بالإضافة إلى الصناعات الإبداعية.
3. ميدلاندز الغربية (West Midlands)
المدن الرئيسية: برمنغهام، ولفرهامبتون، كوفنتري.
المعالم السياحية: متحف برمنغهام، كاتدرائية كوفنتري.
الاقتصاد: يُعتبر مركزًا صناعيًا رئيسيًا، حيث يضم العديد من الشركات في مجالات السيارات والتكنولوجيا.
4. ميدلاندز الشرقية (East Midlands)
المدن الرئيسية: نوتنغهام، ليستر، ديربي.
المعالم السياحية: قلعة نوتنغهام، متحف ليستر.
الاقتصاد: يعتمد على الصناعة والخدمات، مع وجود تاريخ طويل في صناعة النسيج.
5. الشمال الشرقي (North East)
المدن الرئيسية: نيوكاسل، سندرلاند، دورهام.
المعالم السياحية: جسر تاين، كاتدرائية دورهام.
الاقتصاد: تاريخيًا، كان يعتمد على الصناعة الثقيلة، ولكن في السنوات الأخيرة، تم تطوير قطاعات جديدة مثل التكنولوجيا.
6. الشمال الغربي (North West)
المدن الرئيسية: مانشستر، ليفربول، سالفورد.
المعالم السياحية: متحف مانشستر، كاتدرائية ليفربول.
الاقتصاد: يُعتبر مركزًا ثقافيًا وصناعيًا، حيث يضم العديد من الشركات الكبرى في مجالات الإعلام والتكنولوجيا.
7. شرق إنجلترا (East of England)
المدن الرئيسية: كامبريدج، نورفولك، هيرتفوردشاير.
المعالم السياحية: جامعة كامبريدج، شواطئ نورفولك.
الاقتصاد: يعتمد على الزراعة، السياحة، والتكنولوجيا.
8. لندن (London)
المعالم السياحية: برج لندن، قصر باكنغهام، المتحف البريطاني.
الاقتصاد: تُعتبر لندن واحدة من أكبر المراكز المالية في العالم، حيث تضم العديد من الشركات العالمية.
9. يوركشاير وهامبر (Yorkshire and the Humber)
المدن الرئيسية: يورك، هدرسفيلد، شيفيلد.
المعالم السياحية: كاتدرائية يورك، حديقة يوركشاير ديلز الوطنية.
الاقتصاد: يعتمد على الصناعة والخدمات، مع وجود تاريخ طويل في صناعة النسيج.

## الثقافة والتقاليد
تتميز كل منطقة في إنجلترا بتقاليدها الثقافية الخاصة، مثل المهرجانات المحلية، الأطعمة التقليدية، والأنشطة الفنية. على سبيل المثال، يُعرف الشمال الغربي بموسيقاه، بينما يُعرف الجنوب الغربي بجمال طبيعته.

## التعليم
تحتوي إنجلترا على العديد من الجامعات الشهيرة، مثل جامعة أكسفورد وجامعة كامبريدج، مما يجعلها وجهة تعليمية مميزة للطلاب من جميع أنحاء العالم.

## السياحة
تعتبر إنجلترا وجهة سياحية شهيرة، حيث تجذب الزوار بمعالمها التاريخية، مثل القلاع والكنائس، بالإضافة إلى المناظر الطبيعية الخلابة في المناطق الريفية.

## قائمة
| الاسم            | عدد السكان | 10-year % increase (to 2011 Census) | المساحة كلم مربع | Pop. density /km² | Median gross annual earnings (£) 2014 | % of population claiming Income Support or JSA (August 2012) | % as at August 2001 | أكبر مدينة         |
| ---------------- | ---------- | ----------------------------------- | ---------------- | ----------------- | ------------------------------------- | ------------------------------------------------------------ | ------------------- | ------------------ |
| جنوب شرق إنجلترا | 8,634,750  | 7.9%                                | 19,095           | 452.20            | 28,629                                | 3.0%                                                         | 5.4%                | ساوثهامبتون        |
| لندن الكبرى      | 8,173,941  | 14.0%                               | 1,572            | 5199.71           | 35,069                                | 5.3%                                                         | 10.1%               | لندن               |
| شمال غرب إنجلترا | 7,052,177  | 4.8%                                | 14,165           | 497.86            | 25,229                                | 5.3%                                                         | 10.4%               | مانشستر            |
| شرق إنجلترا      | 5,846,965  | 8.5%                                | 19,120           | 305.80            | 26,830                                | 3.5%                                                         | 6.2%                | نورتش              |
| ميدلاند الغربية  | 5,601,847  | 6.4%                                | 13,000           | 430.00            | 24,920                                | 5.1%                                                         | 9.2%                | برمنغهام (إنجلترا) |
| جنوب غرب إنجلترا | 5,288,935  | 7.3%                                | 23,829           | 221.95            | 25,571                                | 3.3%                                                         | 6.8%                | برستل              |
| يوركشاير والهمبر | 5,283,733  | 6.4%                                | 15,420           | 342.65            | 24,999                                | 5.2%                                                         | 9.3%                | ليدز               |
| ميدلاند الشرقية  | 4,533,222  | 8.7%                                | 15,627           | 290.09            | 25,027                                | 4.2%                                                         | 7.7%                | ليستر              |
| شمال شرق إنجلترا | 2,596,886  | 3.2%                                | 8,592            | 302.24            | 24,876                                | 6.1%                                                         | 11.6%               | نيوكاسل أبون تاين  |
| England          | 53,012,456 | 7.88%                               | 130,420          | 406.55            | 27,487                                | 4.45%                                                        | 8.32%               | لندن               |

## أىظر أيضا
- التقسيم الإداري في إنجلترا.